# Nick & Simon
Nick & Simon är en nederländsk musikgrupp. Duon bestående av Nick Schilder och Simon Keizer bildades år 2006 i Volendam. Idag har de släppt fyra studioalbum och ett livealbum tillsammans. Nio av deras tjugo singlar har blivit singelettor i Nederländerna. De har även haft en viss framgång i Belgien. De sjunger låtar endast på nederländska.

## Karriär

### 2006:Nick & Simon
Det självbetitlade debutalbumet Nick & Simon släpptes den 5 maj 2006. Det innehåller tretton låtar. Det debuterade på den nederländska albumlistan den 13 maj på tionde plats och klättrade som bäst upp på sjätte. Totalt låg albumet på listan i 104 veckor. Albumet producerades av Gordon Groothedde och Edwin van Hoevelaak.
Deras debutsingel "Steeds weer" släpptes den 10 april 2006. Den nådde femtonde plats på den nederländska singellistan och låg tretton veckor på listan. Simon Keizer har själv varit med och skrivit låten. Den andra singeln från debutalbumet var "Verloren" som släpptes den 9 juni samma år. Den blev inte lika framgångsrik som debutsingeln men nådde ändå plats tjugofem på singellistan. Nick Schilder har skrivit låten själv.
Den 15 september samma år släpptes den tredje singeln som bestod av två låtar, "Vaarwel verleden" och "De soldaat". CD-singeln nådde nionde plats på singellistan, duons bästa placering hittills. Schilder var med och skrev "Vaarwel verleden" medan han skrev "De soldaat" själv. En fjärde och sista singel från debutalbumet med titeln "Herwinnen" släpptes den 3 februari 2007 tillsammans med Metropole Orkest. Den debuterade på sjätte plats på singellistan den 10 februari vilket gjorde den till deras mest framgångsrika singel från debutalbumet. Keizer och Schilder skrev "Herwinnen" tillsammans.

### 2007:Vandaag
Det andra studioalbumet Vandaag släpptes den 29 november 2007. Det innehåller 14 låtar. Det blev deras första album att nå första plats på albumlistan där det också debuterade som etta. Albumet låg på listan i totalt 105 veckor, en mer än vad debutalbumet hade gjort. Precis som deras debutalbum var även detta album producerat av Gordon Groothedde och Edwin van Hoevelaak.
Deras första singel från albumet och deras femte singel totalt blev "Kijk omhoog" som släpptes den 24 augusti 2007. Singeln debuterade på andra plats på singellistan den 1 september vilket gjorde den deras mest framgångsrika låt på den nederländska singellistan hittills. Schilder var med och skrev låten. Musikvideon, som hade 6 miljoner visningar på Youtube i augusti 2012, producerades av Deep Thought Productions och regisserades av Rogier Jaarsma. Den andra singeln från albumet blev "Pak maar m'n hand" som gavs ut den 16 november samma år. Detta blev deras första singeletta då den debuterade på första plats den 24 november och låg kvar på singellistan i tjugotre veckor. Keizer var med och skrev låten.
Den 7 mars 2008 kom albumets tredje singel "Rosanne". Den debuterade som trea på singellistan den 15 mars och låg kvar på listan i totalt 55 veckor, mer än dubbelt så länge som någon av deras tidigare singlar gjort. Schilder skrev låten själv. Musikvideon som producerades och regisserades av samma som låg bakom den till "Kijk omhoog" hade 7,5 miljoner visningar på Youtube i augusti 2012. En fjärde och sista singel från albumet med titeln "Hoe lang?" släpptes den 15 augusti 2008. Precis som "Pak maar m'n hand" nådde även denna första plats men detta den tredje veckan efter att ha debuterat som femma den 23 augusti. Keizer var med och skrev låten. Musikvideon hade en halv miljon visningar på Youtube i augusti 2012 och skapades av samma som legat bakom gruppens tidigare videor från Vandaag.

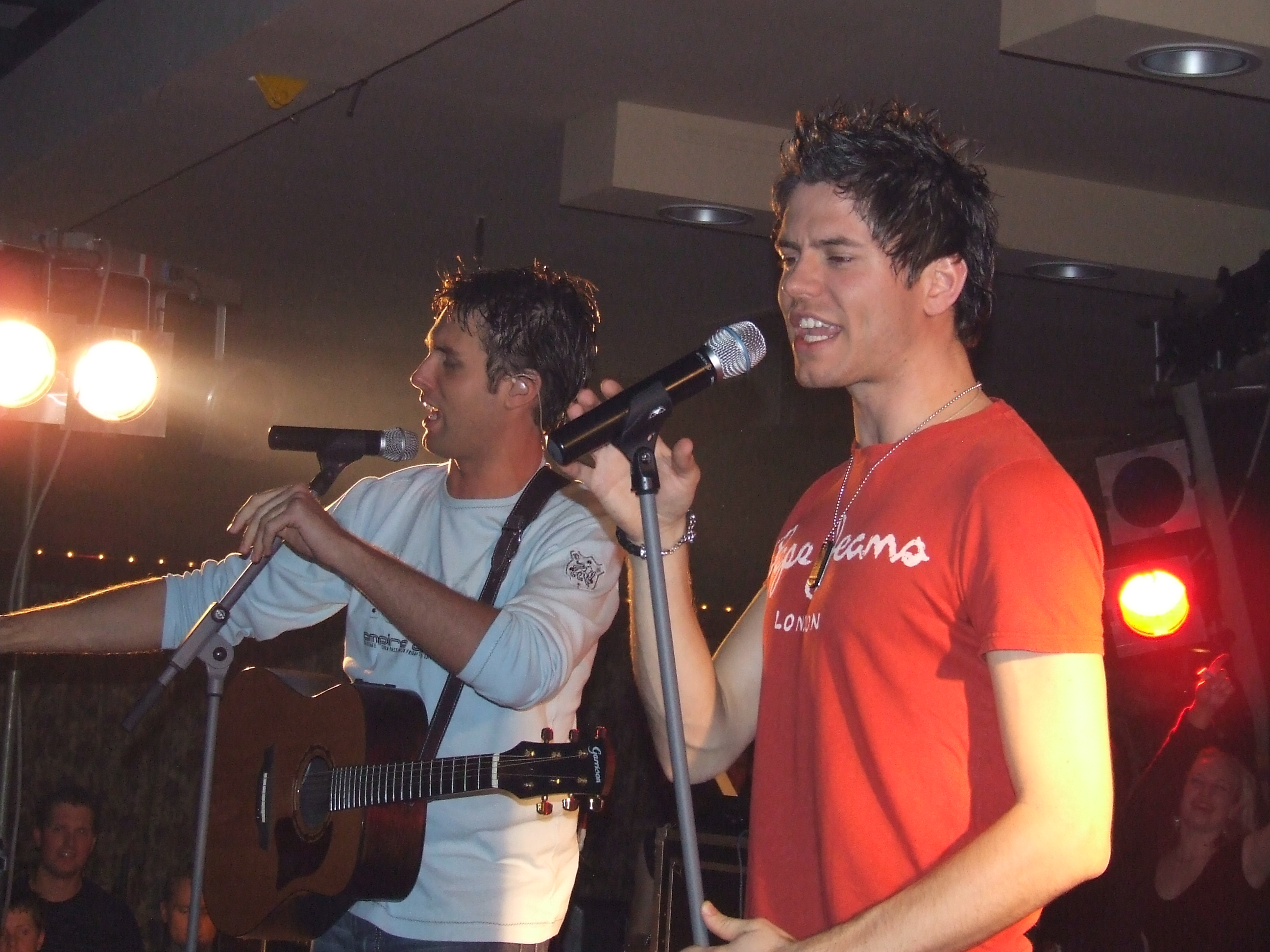
Nick & Simon framträder i Winterswijk år 2007

### 2009:Luister
Deras tredje studioalbum Luister gavs ut den 13 februari 2009. Det innehåller 15 låtar. Precis som det andra albumet debuterade även detta som etta på albumlistan och stannade inom topp-10 i fjorton veckor. Det låg kvar på listan i totalt 104 veckor, lika länge som debutalbumet. Det blev också deras första album som tog sig in på en albumlista utomlands då det låg tolv veckor på den i Belgien och nådde där en tjugoandra plats. Albumet producerades själv av Gordon Groothedde som även producerat duons två tidigare studioalbum.
Albumets första singel var "Vallende sterren" som gavs ut den 16 januari 2009. Den nådde första plats på singellistan den andra veckan och blev deras tredje singeletta i karriären. Keizer var med och skrev låten. Den officiella musikvideon till låten hade 1,5 miljoner visningar på Youtube i augusti 2012 och precis som resten av musikvideorna till Luister producerades och regisserades den av samma som gjort det för alla musikvideor till Vandaag. Albumets andra singel var "De dag dat alles beter is" som gavs ut den 10 april samma år. Även denna nådde första plats då den debuterade som etta den 18 april. Schilder var med och skrev låten. Musikvideon hade 1,5 miljoner visningar på Youtube i augusti 2012 och regisserades av både Jaarsma och Okke Rutte.
Den tredje singeln var "Lippen op de mijne" som släpptes den 7 augusti. Även denna nådde första plats på singellistan, detta den tredje veckan efter att ha debuterat som två den 15 augusti. Schilder var med och skrev låten. Musikvideon hade 3 miljoner visningar på Youtube i augusti 2012. Detta var första gången som tre singlar från ett och samma album hade toppat den nederländska singellistan då två hade gjort det från deras tredje studioalbum. Den 6 november släpptes den fjärde och sista singeln från albumet med titeln "Het masker" vilket gjorde att gruppen släppt fyra singlar från varje av sina tre första studioalbum. Singeln debuterade på tredje plats den 14 november men tog sig den tredje veckan upp till första plats vilket gjorde att alla fyra singlar från Luister legat etta på den nederländska singellistan. Keizer var med och skrev låten.
Gruppen släppte en singel med titeln "Door jou" den 22 februari 2010 som endast placerade sig på den belgiska singellistan där den låg två veckor och som bäst på fjortonde plats. Låten skrevs av Keizer tillsammans med producenten Groothedde, samt Syb van de Ploeg.

### 2010:Fier
Den 1 oktober 2010 kom det fjärde studioalbumet med titeln Fier. Det innehåller sexton låtar. Albumet blev deras tredje studioalbum i rad som debuterade på första plats på den nederländska albumlistan och stannade sedan kvar högst upp i fyra raka veckor. Albumet låg sexton veckor inom topp-5 på listan. Det blev även framgångsrikare i Belgien än vad deras förra album blev då det nådde plats nio där. Albumet blev dock deras första att inte ligga kvar på albumlistan i fler än 100 veckor då det endast höll sig kvar inom de 100 bäst säljande albumen i 63 veckor.
Albumets första singel och gruppens fjortonde totalt var "Een nieuwe dag" som släpptes den 20 augusti 2010. Den debuterade på första plats på singellistan den 28 augusti vilket gjorde den till gruppens sjunde singeletta, vilket även innebar att hälften av deras singlar nu varit etta i Nederländerna. Den andra singeln från albumet som gavs ut den 26 november samma år innehöll låtarna "Vlinders" och "Santa's Party". CD-singeln debuterade som femma den 4 december och tog sig inte högre upp på listan.
Den 14 mars 2011 gavs den tredje singeln ut med titeln "Wijzer (dan je was)". Det var dock en live version av låten som släpptes som singel för att främja det kommande livealbumet. Efter att ha debuterat på plats 52 klättrade singeln den andra veckan upp till första plats. En fjärde och sista singel från albumet med titeln "Een zomer lang" släpptes den 17 juni. Denna debuterade den 25 juni på tredje plats och tog sig inte upp på en bättre plats.

### 2011:Symphonica In Rosso
Deras första livealbum med titeln Symphonica In Rosso släpptes den 25 november 2011. Albumet blev deras fjärde i rad att debutera på första plats på alumlistan vilket det gjorde den 3 december. Livealbumet låg 37 veckor på listan totalt i Nederländerna och även 16 veckor i Belgien där det nådde plats 43 på listan.
Den enda singeln från livealbumet blev "Bij ze zijn" som gavs ut den 4 november. Den 12 november debuterade låten som sexa på singellistan och låg kvar på listan i totalt fyra veckor, dock utan en högre placering.

### 2012:Sterker
Duon har släppt två nya singlar år 2012 inför deras femte studioalbum med titeln Sterker som kommer att släppas den 21 september.
Den första är "Vrij" som gavs ut den 13 april. Den nådde fjärde plats på singellistan i Nederländerna, samt placerade sig på plats 72 i Belgien. Den andra singeln är "Alles overwinnen" som släpptes den 30 juli. Den debuterade som etta den 11 augusti.

## Diskografi

### Studioalbum
- 2006 - Nick & Simon
- 2007 - Vandaag
- 2009 - Luister
- 2010 - Fier
- 2012 - Sterker

### Livealbum
- 2011 - Symphonica In Rosso

### Singlar
- 2006 - "Steeds weer"
- 2006 - "Verloren"
- 2006 - "Vaarwel verleden" / "De soldaat"
- 2007 - "Herwinnen" (med Metropole Orkest)
- 2007 - "Kijk omhoog"
- 2007 - "Pak maar m'n hand"
- 2008 - "Rosanne"
- 2008 - "Hoe lang?"
- 2009 - "Vallende sterren"
- 2009 - "De dag dat alles beter is"
- 2009 - "Lippen op de mijne"
- 2009 - "Het masker"
- 2010 - "Door jou"
- 2010 - "Een nieuwe dag"
- 2010 - "Vlinders" / "Santa's Party"
- 2011 - "Wijzer (dan je was)" (liveversion)
- 2011 - "Een zomer lang"
- 2011 - "Bij je zijn" (liveversion)
- 2012 - "Vrij"
- 2012 - "Alles overwinnen"